# سیارک ۱۰۲۲

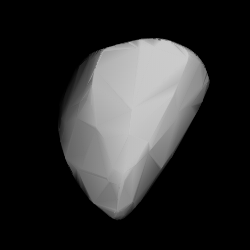
مدل سه‌بُعدی سیارک ۱۰۲۲ بر اساس منحنی نور آن

سیارک ۱۰۲۲ (به انگلیسی: 1022 Olympiada، نامگذاری:1924RT) هزار و بیست و دومین سیارک کشف شده‌است که در ۲۳ ژوئن ۱۹۲۴ و در رصدخانه سایمیز کشف شد.
قدر مطلق سیارک برابر ۱۰٫۵۰ است.